# Cimetière de Louyat
Le cimetière de Louyat est le cimetière municipal de Limoges. 
Présenté à tort comme étant un des plus grands d'Europe, ce cimetière est néanmoins l'un des plus grands de France. Ouvert en 1806, c'est le principal cimetière de la commune de Limoges (qui compte deux autres petits cimetières, celui de Landouge et celui de Beaune-les-Mines). 
Il se situe au nord de la ville, à l'ouest du quartier de La Bastide, tout près de la commune de Couzeix dont il est séparé par la rivière l'Aurence.

## Personnalités enterrées
- Guillaume Grégoire de Roulhac (1751-1824), maire de Limoges de 1785 à 1789, baron d’Empire[2]
- François Alluaud (1778-1866), porcelainier[2]
- Joseph Lugnot (1780-1836), militaire[2]
- David Haviland (1814-1879) et sa famille, porcelainiers[2]
- Léon Dhéralde (1815-1891), homme de lettres, auteur du dictionnaire de la langue limousine
- Jules Michelin (1817-1870), peintre, dessinateur et graveur, ancêtre de la famille d'industriels Michelin
- Adrien Dubouché (1818-1881), homme d'affaires et mécène[2]
- Charles Ardant du Picq (1821-1870), militaire[2]
- Louis Guibert (1840-1904), historien[2]
- Abel Gilbert (1849-1914), limougeaud de naissance, évêque du Mans de 1894 à 1898, puis évêque titulaire d'Arsinoë-en-Arcadie (de)
- Émile Labussière (1853-1924), maçon creusois et maire de Limoges de 1889 à 1892 et de 1895 à 1906[2]
- Léonard Bernardaud (1857-1923), porcelainier[2]
- Paul-Élie Ranson (1861-1909), artiste peintre, nabi. Section 9[2]
- Henri Coutheillas (1862-1927), sculpteur[3],[2]
- Charles Planckaert (1862-1933), architecte[2]
- Charles-Théodore Bichet (1863-1929), peintre[2]
- Eugène Alluaud (1866-1947), peintre[2]
- François Miramond de Laroquette (1871-1927), médecin militaire[2]
- Léon Betoulle (1871-1956), maire de Limoges de 1912 à 1941 et de 1947 à 1956[2]
- Léon Jouhaud (1874-1950), émailleur[2]
- Jean-Louis Paguenaud (1876-1952), peintre[2]
- Camille Vardelle (1883-1905), ouvrier porcelainier tué lors des grèves ouvrières de Limoges en 1905[2]
- Raoul Hausmann (1886-1971), artiste dadaïste[2]
- Georges Dumas (1895-1944), résistant[2]
- Martial Valin (1898-1980), militaire, Chef d'état-major de l'Armée de l'air à la Libération[4],[2]
- Raymond Bousquet (1899-1982), diplomate et homme politique[2]
- Gilbert Bugeac (1901-1976), résistant[5]
- Louis Longequeue (1914-1990), maire de Limoges de 1956 à 1990[2]
- François Reichenbach (1921-1993), cinéaste[2]
- Roland Dumas (1922-2024), homme politique[6]
- Mario David (1927-1996), acteur[2]
- Jean-Joseph Sanfourche (1929-2010), peintre[2]